# Gulipánfélék
A gulipánfélék (Recurvirostridae) a madarak osztályának lilealakúak (Charadriiformes) rendjébe tartozó család. 3 nem és 10 faj tartozik a családba.
A sekély vízben gázolva keresik apró rákokból és más vízi állatokból álló táplálékukat, ezt jelzi az is, hogy a testükhöz viszonyítva rendkívül hosszú lábuk van.
A gulipánfélék családjának tagjai fokozottan védett, kihalófélben lévő fajok. Több állatkert, madárpark foglalkozik szaporításukkal. Magyarországon jelenleg egyetlen helyen, dr. Pap Ádám (Dévaványa) magángyűjteményében szaporodnak sikerrel a fajok, 2011 tavaszán Európa nevesebb állatkertjei ebből a tenyészetből származó madarakkal frissítették genetikai állományukat.

## Rendszerezés
A család az alábbi 3 nem és 10 faj tartozik:
- Recurvirostra  (Linnaeus, 1758) – 4 faj
  - gulipán (Recurvirostra avosetta)
  - amerikai gulipán (Recurvirostra americana)
  - vörösfejű gulipán (Recurvirostra novaehollandiae)
  - andoki gulipán (Recurvirostra andina)

- Cladorhynchus  (Gray, 1840) – 1 faj
  - iszaptöcs (Cladorhynchus leucocephalus)

- Himantopus  (Brisson, 1760) – 5 faj
  - gólyatöcs (Himantopus himantopus)
  - fehérfejű gólyatöcs (Himantopus leucocephalus)
  - fekete gólyatöcs (Himantopus novaezelandiae)
  - mexikói gólyatöcs (Himantopus mexicanus) – egyes rendszerekben Himantopus himantopus mexicanus nevű alfaj
    - hawaii gólyatöcs (Himantopus mexicanus knudseni) – egyes rendszerekben önálló faj Himantopus knudseni néven

  - fehérhátú gólyatöcs (Himantopus melanurus)